# Mycogelidium sinense
Mycogelidium sinense är en svampart som beskrevs av W.Y. Zhuang & X.S. He 2007. Mycogelidium sinense ingår i släktet Mycogelidium och familjen Mycogelidiaceae.   Inga underarter finns listade i Catalogue of Life.